# Euphorbia aphylla
Euphorbia aphylla är en törelväxtart som beskrevs av Pierre Marie Auguste Broussonet och Carl Ludwig von Willdenow. Euphorbia aphylla ingår i släktet törlar, och familjen törelväxter. Inga underarter finns listade i Catalogue of Life.

## Bildgalleri

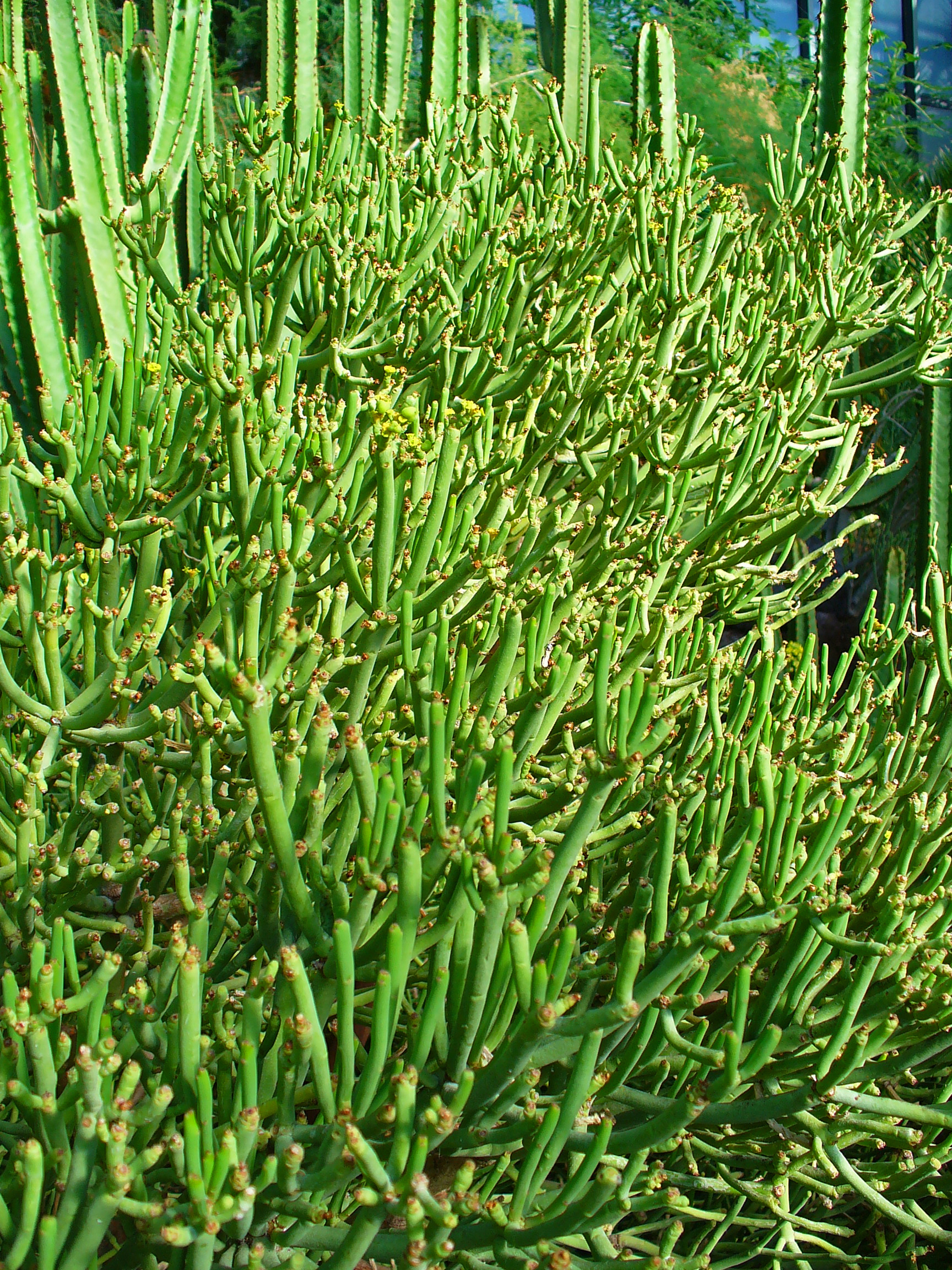
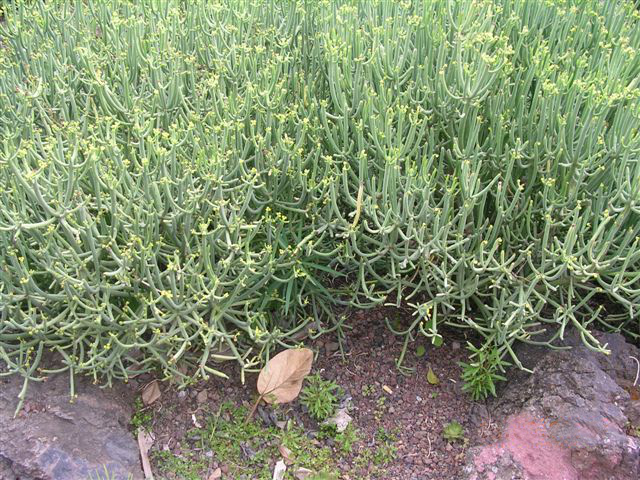
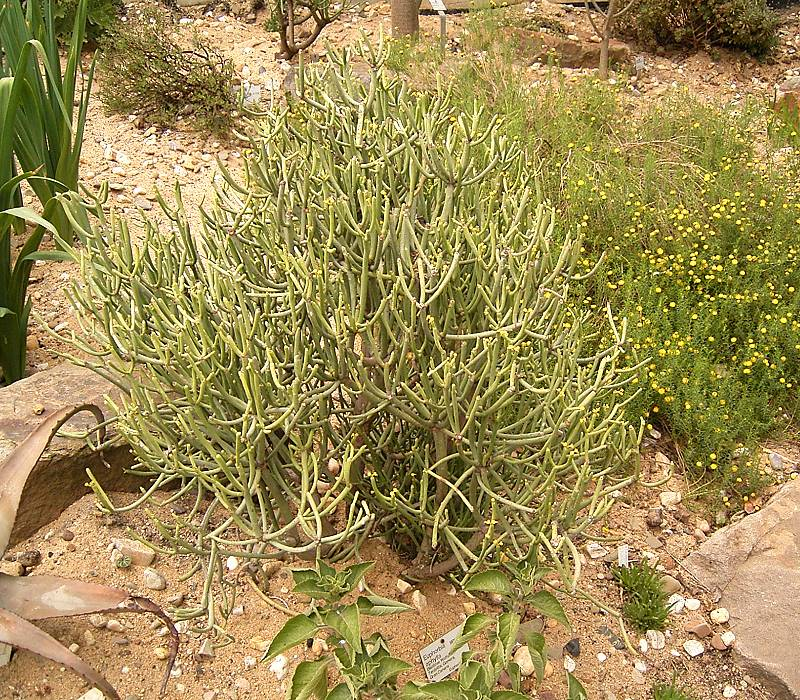
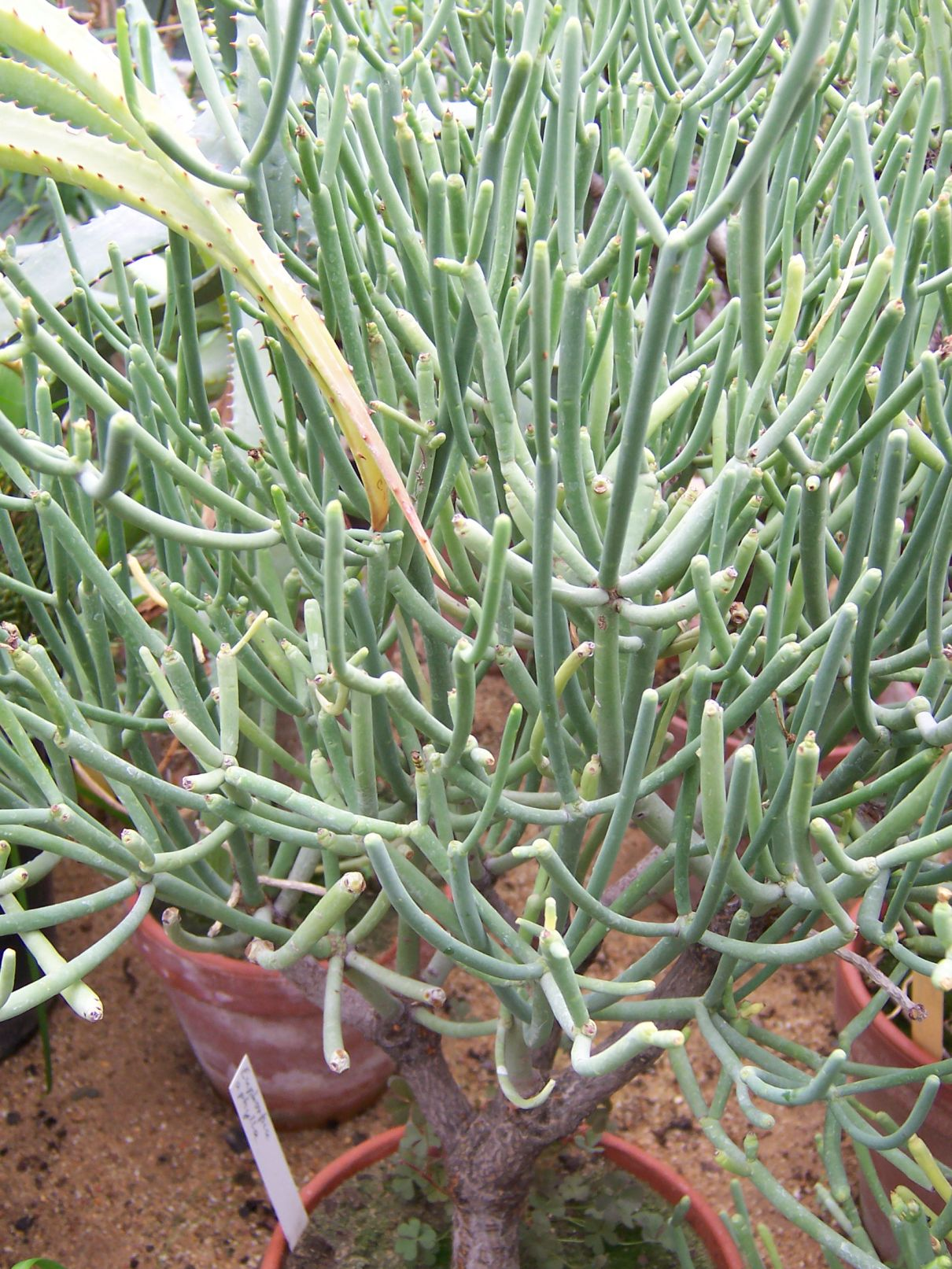
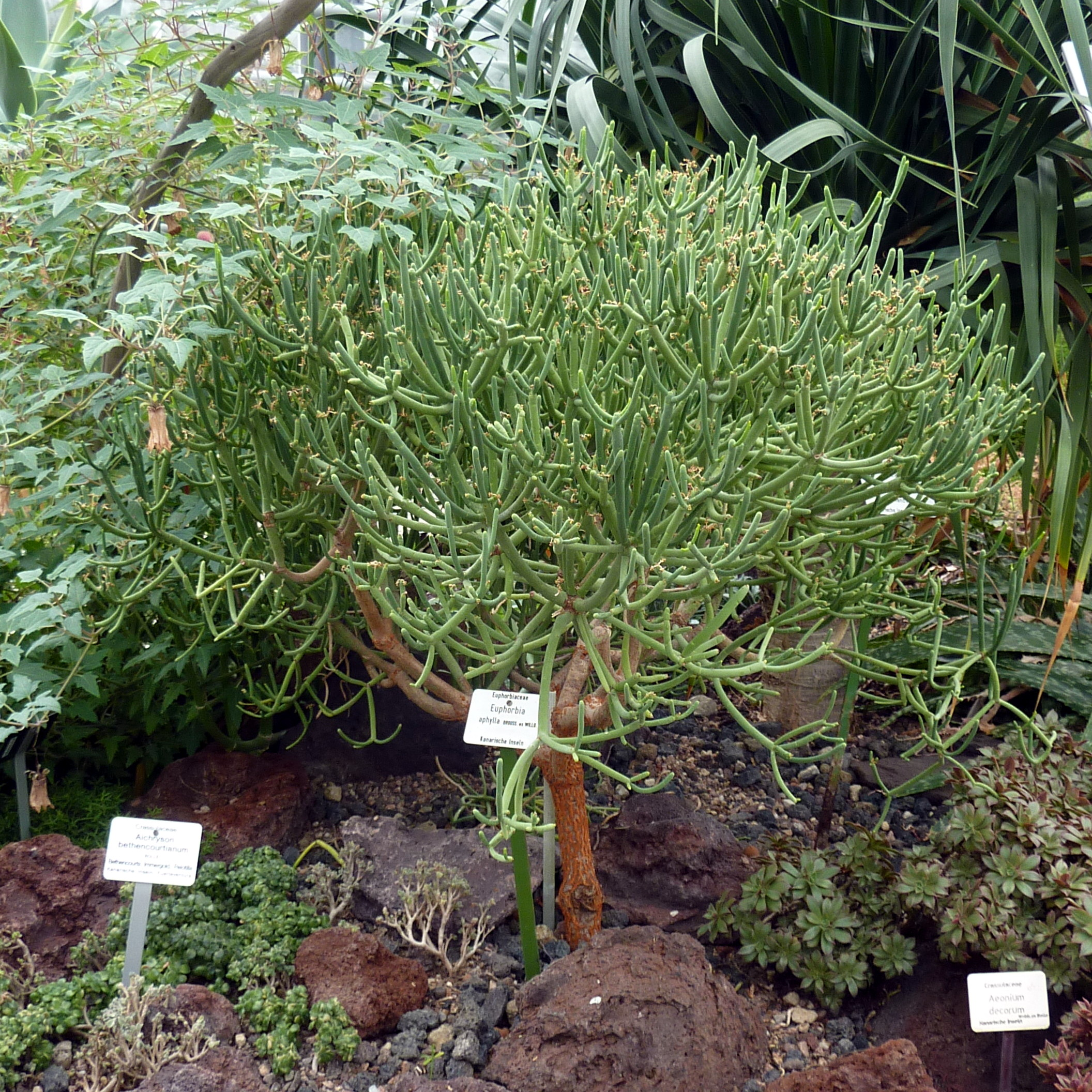
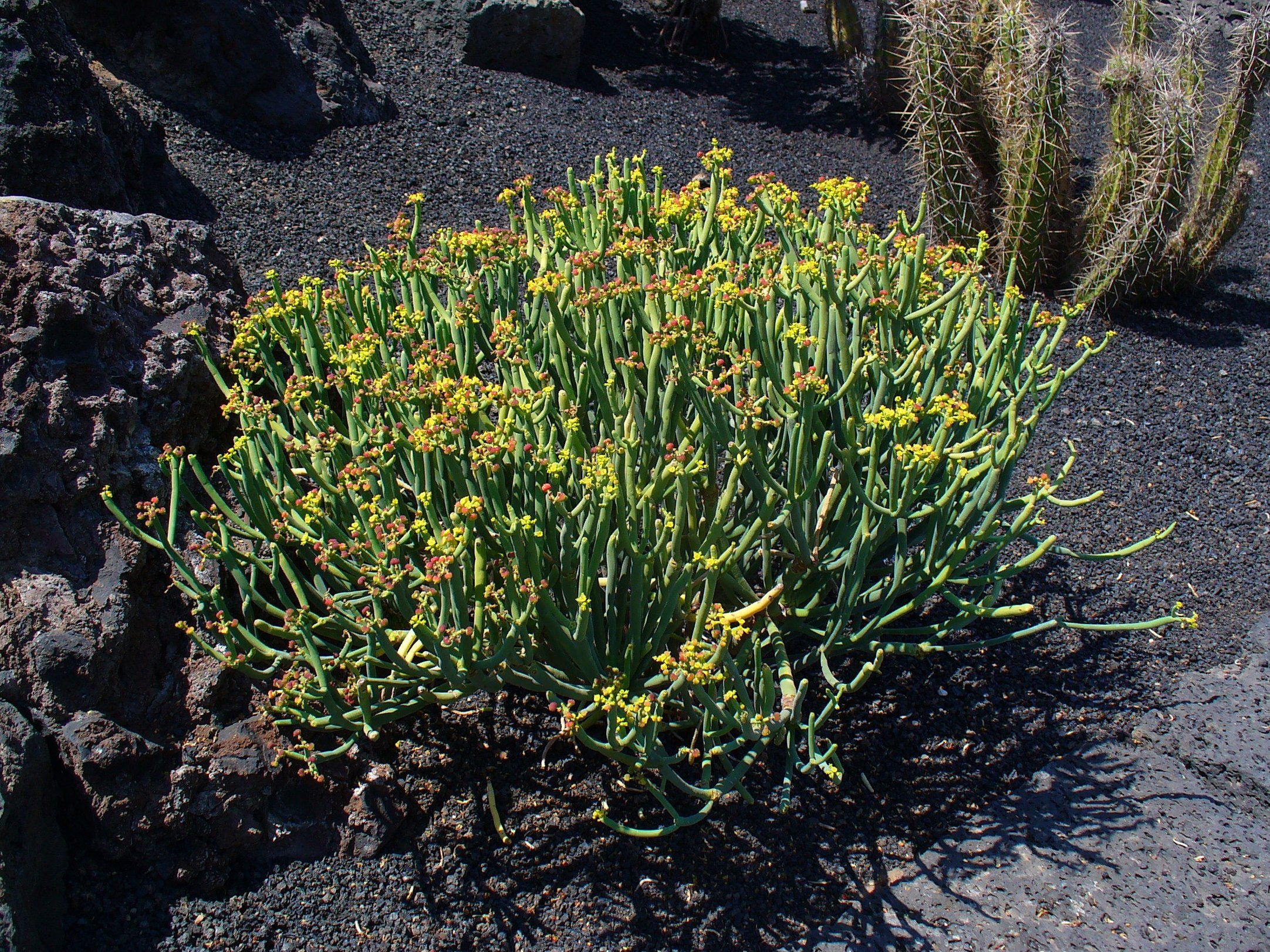